# Autophila anaphanes
Autophila anaphanes là một loài bướm đêm trong họ Erebidae.